# Eldrine
Eldrine (ƎLDRINE) — грузинський рок-гурт, учасник міжнародного пісенного конкурсу «Євробачення 2011» від Грузії. До складу гурту входять: Софі Торошелідзе, Михаїл Челідзе (Miken), Іраклій Бібілашвілі (Bibo), Давид Чангошвілі (Chango), Тамара Шакеладзе та DJ Бесо Цахелашвілі (DJ Be$$). 14 лютого 2011 стало відомо, що гурт виступить як представник Грузії на конкурсі Євробачення 2011. Пісню «One More Day» («Ще один день») гурт виконав в першому півфіналі Євробачення 10 травня, набравши достатню кількість балів, щоб потрапити в фінал конкурсу. У фіналі 14 травня гурт здобув найвищі бали від України, Литви та Білорусі та зайняв 9 місце.

## Історія
Гурт був створений у 2007 році трьома нинішніми учасниками колективу під назвою «Bios». Незабаром до гурту приєдналась Тамар Вадачкорія, та затвердила свій псевдонім (Eldrine) як нову назву гурту. У 2011 році гурт виграв місцевий відбір на Євробачення 2011, який відбувся в Дюссельдорфі, Німеччина. 28 лютого 2011 року склад гурту був змінений. Замість солістки Тамар Вадачкорії пісню виконуватиме Софі Торошелідзе. Софі вже має певний досвід на конкурсі, адже саме вона співала на бек-вокалі в торішньої представниці Грузії Софо Ніжарадзе, тоді Грузія зайняла 9 місце. Також вона готувала до Дитячого Євробачення 2009 гурт «Princesses». Софі — постійна учасниця різноманітних шоу на провідних телеканалах Грузії.

## Альбоми
- Fake Reality (2011)

## Сингли
- Haunting (2010)
- One More Day (2011)